# Bâra
Bâra is een Roemeense gemeente in het district Neamț.
Bâra telt 1902 inwoners.